# Режим мінерального живлення
Режим мінерального живлення — зміна міри багатства ґрунту фітоценозу елементами мінерального живлення. Розрізняють активне або явне багатство ґрунту (частина загального багатства ґрунту, який утворений легко доступними для рослин і рухливими сполуками N, P, S, K, Ca, Mg, Fe і інших елементів) і потенційне або приховане (частина загального багатства ґрунтів, яка зараз залишається недоступною рослинам, але може бути зроблена доступною, наприклад, за допомогою меліорації або агротехніки).
Активне багатство ґрунтів різного типу сильно розрізняється, що істотно впливає на склад і структуру приурочених до них рослинних угруповань. Багатство ґрунту визначається шляхом проведення відповідних хімічних і біофізичних аналізів зразків ґрунту, узятих з усіх коренезаселених горизонтів, або за допомогою методу фітометрів. Р.м.ж. залежить від температури, зволоження, швидкості процесів розкладання відмерлих частин рослин і так далі Р.м.ж. часто виступає лімітуючим чинником, що викликає  конкуренцію видів фітоценозу.
Важливе значення для життя рослин мають і деякі мікроелементи (B, Mn, Cu та ін.), які є присутніми в ґрунті в доступних для рослин формах, але в малих кількостях. Важливим елементом Р.м.ж. виявляється засолення, тобто присутність в різних ґрунтових горизонтах легкорозчинних солей (хлоридів, сульфатів і так далі лужних і лужноземельних металів). Р.м.ж. може оцінюватися і по екологічних шкалах.